# غريغ كارول
غريغ كارول هو لاعب هوكي الجليد كندي، ولد في 10 نوفمبر 1956 في مانيتوبا في كندا.

## وصلات خارجية
- غريغ كارول على موقع دوري الهوكي الوطني (الإنجليزية)
- غريغ كارول على موقع قاعة مشاهير الهوكي (لاعب أن.إتش.أل) (الإنجليزية)
- غريغ كارول على موقع EliteProspects.com (الإنجليزية)
- غريغ كارول على موقع HockeyDB.com (الإنجليزية)
- غريغ كارول على موقع Hockey-Reference.com (الإنجليزية)